# 윈터헤이븐

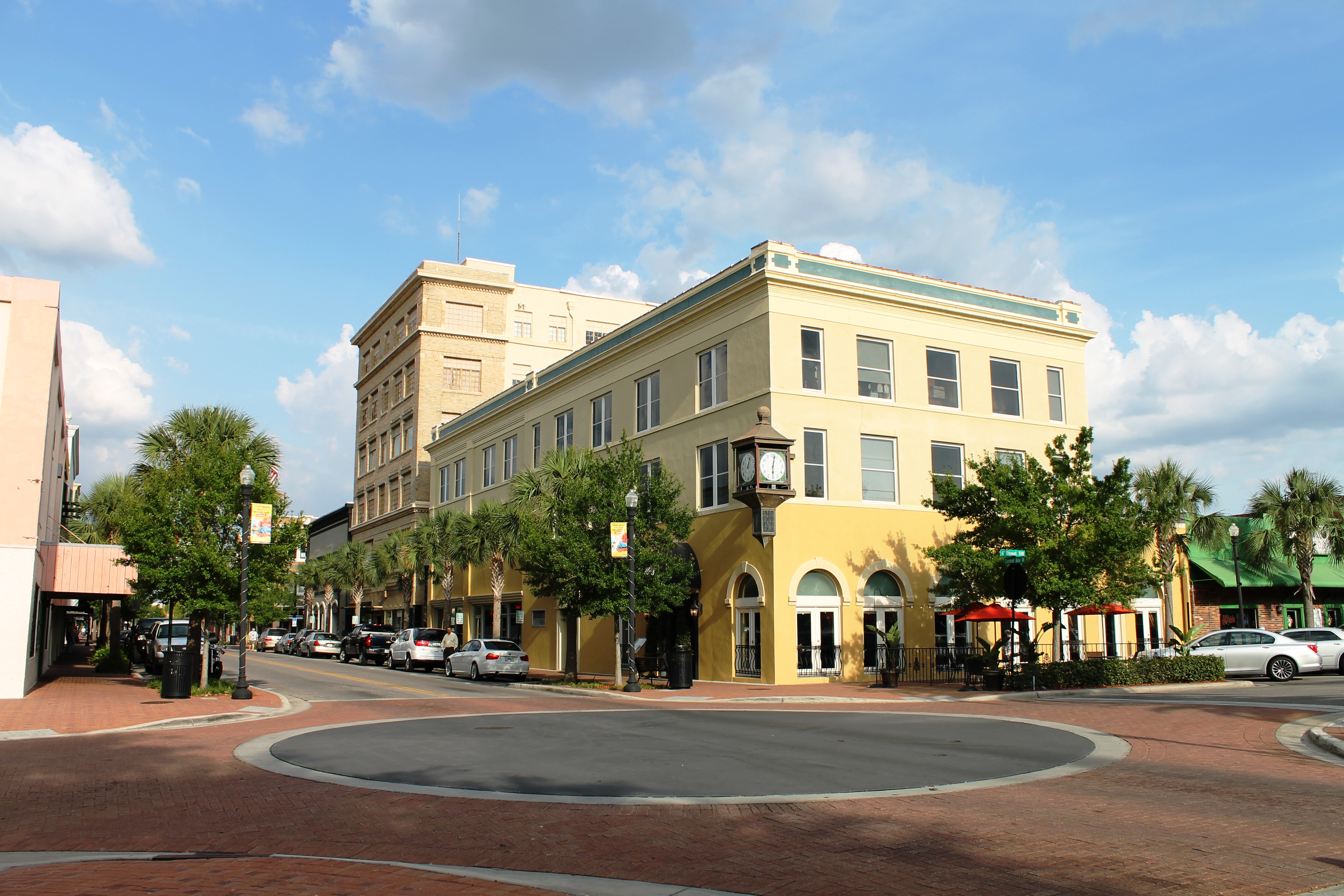
사진 뒤편에 중앙공원이 위치한 다운타운 서쪽의 센트럴 애비뉴

윈터헤이븐(영어: Winter Haven)은 미국 플로리다주 포크군에 위치한 도시이다. 이 도시는 탬파에서 약 82km 동쪽, 올랜도에서 약 76km 남서쪽에 위치하며, 서쪽으로는 레이크랜드가 인접해 있다. 2020년 인구 조사에 따르면, 윈터헤이븐의 인구는 49,219명으로, 포크군에서 두 번째로 인구가 많은 도시이며, 가장 인구가 많은 도시는 레이크랜드이다. 또한, 윈터헤이븐은 플로리다주 레이크랜드-윈터헤이븐 대도시 통계 지역의 주요 도시 중 하나이다.

## 지리학
미국 인구조사국에 따르면, 윈터헤이븐 시의 총 면적은 66㎢이며, 그 중 46㎢는 육지이고 20㎢ (30.45%)는 물로 구성되어 있다. 윈터헤이븐은 대서양 연안 평원의 중앙 플로리다 고원 지역에 위치해 있으며, 지형은 평야와 완만한 언덕이 섞인 형태로 이루어져 있다. 평균 해발 고도는 45m이다. 또한, 이 도시는 피스강의 발원지에 위치해 있다.

### 호수
윈터헤이븐은 시내에 50개의 호수가 있으며, 그 중 가장 유명한 것이 체인 오브 레이크스이다. 호수는 시의 가장 특징적인 요소로, 윈터헤이븐은 "체인 오브 레이크스 시"라는 이름을 내세운다. 이 도시는 두 개의 주요 호수 체인을 가지고 있다. 북쪽 체인에는 9개의 호수가 있으며, 이들은 여러 개의 운하로 연결되어 있다. 남쪽 체인에는 16개의 호수가 있으며, 마찬가지로 운하들로 연결되어 있다. 남쪽 체인에는 엘로이즈호, 하워드호, 룰루호 등 몇몇 주요 호수가 포함되어 있다. 2011년, 6년 간의 건설과 정치적 논란을 거쳐 윈터헤이븐은 두 체인을 연결하는 운하 잠금 시스템을 개통했다. 윈터헤이븐의 대부분의 호수는 석회암 지면이 용해되어 형성된 싱크홀과 유사한 방식으로 형성되었다. 이러한 종류의 호수는 "용해 호수"라고 불린다. 윈터헤이븐의 호수에는 미시시피악어, 흰머리수리, 큰푸른왜가리 등 다양한 생물들이 서식하고 있으며, 이 호수들은 세계적으로 유명한 배스 낚시 명소로 알려져 있다.

## 출신
- 그램 파슨스 - 싱어송라이터
- 로보 - 가수
- 오티스 버드솔 - 농구 선수
- 앤드리 버토- 권투 선수
- 로디 게인즈- 수영 선수